# Бен Елтън
Бен Елтън (на английски: Ben Elton) е английски комик, актьор, текстописец, режисьор, драматург, сценарист и. писател, автор на произведения в жанра социална драма, исторически роман, научна фантастика, трилър, хумор, комедия и документалистика. Той е част от лондонското алтернативно комедийно движение от 80-те години на миналия век и сценарист на сериалите „Младите“ и др., както и като стендъп комик на сцената и телевизията. Неговият стил през 80-те години е лявата политическа сатира.

## Биография и творчество
Бенджамин „Бен“ Чарлз Елтън е роден на 3 май 1959 г. в Лондон, Англия, в семейството на Люис Елтън, физик от немско-еврейско семейство, и Мери Фостър, учителка по английски. Изрества в, Южен Лондон, а през 1968 г. се премества със семейството си в Гилдфорд, Съри. Там започва да участва в аматьорски драматични групи. На 16-годишна възраст, за да учи театър в колежа Южен Уорикшър на в Стратфорд на Ейвън, където получава бакалавърска степен по английски, история и театър. През 1977 г. започва да следва драма в университета в Манчестър, където през 1980 г. завършва с отличие магистърска степен.
След дипломирането си започва да работи за Би Би Си и става техният най-млад сценарист в историята. Първата му телевизионна изява идва през 1981 г. като стендъп изпълнител в младежката и музикална програма на Би Би Си 1 Oxford Road Show. Успехът му като сценарист идва с телевизионния сериал „Младите“, в който има и епизодично участие. В периода 1983 – 1984 г. пише и участва в скеч шоуто „Алфреско“ на Granada Television. През 1985 г. продуцира първия си самостоятелен сценарий за Би Би Си с комедийно-драматичния си сериал „Щастливи семейства“ с участието на Дженифър Сондърс и Ейдриън Едмъндсън. През 1985 г. Елтън започва партньорство с Ричард Къртис по сериалите „Черното влечуго“. Двамата пишат също за сценичното шоу на Роуън Аткинсън от 1986 г. „Новото ревю“ и пилотния епизод на „Мистър Бийн“.
Бен Елтън става стендъп комик главно, за да демонстрира собственото си творчество, но се превръща в един от най-големите комедийни изпълнители на живо във Великобритания. През 1989 г. печели наградата на писателите на Кралското телевизионно общество. През 1990 г. той участва в своя собствена стендъп комедия и скеч сериал, Ben Elton: The Man from Auntie, който има втора серия през 1994 г. Програмата му „Шоуто на Бен Елтън“ от 1998 г. включва Рони Корбет, комик от старата гвардия, като редовен гост. През април 2007 г. започва ново шоу, Get a Grip, което е студийна дискусия между Елтън и 23-годишната Алекса Чънг, съпоставяйки гледната точка на средната възраст с по-младата перспектива. В следващите години продължава да пише за телевизията.
Първият му роман „Старк“ е издаден през 1989 г. През 1992 г. той започва да работи като актьор и участва във филмовата адаптация на романа, заснета в Австралия. През 1996 г. е издаден романът му „Пуканки“. Романът получава наградата „Златен кинжал“ за най-добър криминален роман на годината от Асоциацията на криминалните писатели. През 2014 г. е екранизиран в едноименния комедиен филм.
През 2000 г. Елтън пише и режисира първия си филм, романтичната комедия „Може би бебе“, с участието на Хю Лори и Джойли Ричардсън. През същата година е създаден мюзикълът „Красивата игра“ в сътрудничество с Андрю Лойд Уебър, който печели наградата на Critics Circle за най-добър мюзикъл. Вторият му мюзикъл We Will Rock You има премиера в Лондон през 2002 г. и получава наградата „Изборът на театралите“. През 2002 г. пише мюзикъла We Will Rock You, базиран на песни на „Куийн“, в сътрудничество с Брайън Мей и Роджър Тейлър, с продуцент Робърт Де Ниро, който е изпълнен в много страни по света. Последният му музикален проект е Tonight's The Night с музика на Род Стюарт, чиято премиера е през ноември 2003 г.
През 2004 г. получава почетна докторска степен от Университета в Манчестър. Същата година получава и австралийско гражданство. Награден е и с Ордена на Австралия.
Бен Елтън живее със семейството си в Норт Фримантъл, Западна Австралия, и в Източен Съсекс, Англия.

## Произведения

### Самостоятелни романи
- Stark (1989)[1][2][3][4]
- Gridlock (1991)
- This Other Eden (1993)
- Popcorn (1996) – награда „Златен кинжал“, награда „Калибър“
Пуканки, изд. „Весела Люцканова“ (1998), прев. Вихра Ганчева
- Blast From the Past (1998)
- Inconceivable (1999)
- Dead Famous (2001)
Известен и мъртъв, изд.: „Сиела“, София (2018), прев. Ангел Ангелов
- High Society (2002)
- Past Mortem (2004) – награда „Полар“
- The First Casualty (2005)
- Chart Throb (2006)
- Blind Faith (2007)
- Meltdown (2009)
- Two Brothers (2012)
Двама братя, изд.: „Сиела“, София (2020), прев. Ангел Ангелов
- Time and Time Again (2014)
- Identity Crisis (2019)

### Сборници
- Upstart Crow (2018)

### Пиеси
- Gasping (1990)[1][3]
- Silly Cow (1992)
- Ben Elton Plays 1 (2013)

### Документалистика
- Bachelor Boys (1984) – с Рик Меял[1]

### Екранизации
- 2000 Maybe Baby – с Хю Лори, Джеймс Пюрфой, Роуън Аткинсън и Ема Томпсън
- 2005 Blessed – тв сериал, 8 епизода
- 2007 Get a Grip – тв сериал, 1 епизод
- 2010 The One Ronnie – тв филм
- 2011 Ben Elton Live from Planet Earth – тв сериал, 3 епизода
- 2012 Love Never Dies – музикален филм
- 2013 The Wright Way – тв сериал, 6 епизода
- 2014 Popcorn
- 2014 Popcorn at the Friars Club
- 2017 Three Summers
- 2017 The Ronnie Barker Comedy Lecture – тв сериал, 1 епизод
- 2018 Всичко е истина, All Is True – с Кенет Брана, Джуди Денч и Иън Маккелън
- 2016 – 2020 Upstart Crow – тв сериал, 21 епизода
- 2023 Ben Elton: The Great Railway Disaster – тв филм